# اوارد
اوارد، روستایی است از توابع بخش مرکزی شهرستان گلوگاه در استان مازندران ایران.

## جمعیت
این روستا در دهستان توسکاچشمه قرار دارد و براساس سرشماری مرکز آمار ایران در سال ۱۳۸۵، جمعیت آن ۹۸۸ نفر (۲۴۷خانوار) بوده‌است. مردم اوارد از قومیت طبری هستند که ریشه آن به قوم آمارد و قوم تپوری می‌رسد. مردم اوارد به زبان طبری (مازندرانی)  سخن میگویند. سکنه بومی گلوگاه خود را تات می‌نامند و زبان خود را زبان تاتی می‌نامند. به گفته محققان تات در زبان اهالی مازندران به معنی بومی، روستایی و یکجانشین می‌باشد و منظور از تات همان قوم طبری است و منظور از زبان تاتی همان زبان طبری می‌باشد.